# Awu Ruang
Awu Ruang är ett berg i Indonesien.   Det ligger i provinsen Sulawesi Utara, i den nordöstra delen av landet, 2 300 km öster om huvudstaden Jakarta. Toppen på Awu Ruang är 710 meter över havet. Awu Ruang ligger på ön Pulau Ruang.